# 의자왕
의자왕(義慈王, 599년~660년)은 백제의 제 31대, 마지막 국왕이다. 이름은 부여의자(扶餘義慈)며 망국의 군주이기 때문에 시호를 받지 못했다. 어린 시절, 우애가 깊어 해동증자(海東曾子)라 일컬어지기도 했다. 그러나 말년에 방탕과 실정으로 나·당 연합군의 공격을 받음으로써 초대 온조왕으로부터 이어진 백제는 멸망하였고, 의자왕을 비롯한 왕족들과 수많은 백성들은 당나라 낙양으로 끌려갔다.

## 생애

### 즉위와 정변설(說)
무왕의 첫째 아들로 태어나 632년(무왕 33년) 정월에 태자로 책봉되었다. 641년에 무왕이 죽자 뒤를 이었고, 당으로부터 주국(柱國) 대방군왕(帶方郡王) 백제왕으로 책봉되었다. 《삼국사기》에는 우애가 깊어서 중앙귀족에게 ‘해동증자(海東曾子)’라고 불렸다 하고, 그의 아들 부여융의 묘에도 의자왕을 가리켜 “과단성이 있고 사려 깊어서 그 명성이 있었다.”라고 적혀져 있다. 그러나 즉위 전의 칭찬에도 불구하고, 즉위 후에는 실정을 거듭하면서 나라를 빼앗겼기 때문에 역사학자들은 의자왕을 ‘타락한 군주’로 평가하고 있다.
《일본서기》에는 다음과 같이 의자왕대에 있었던 모종의 정변에 대한 기록이 실려 있다.
을유에 백제에 보냈던 사신 대인(大仁) 아즈미노무라치(阿曇連) 히라후(比羅夫)가 쓰쿠시 국에서 역마를 타고 와서 말했다.

“백제국은 천황께서 붕어하셨다는 말을 듣고 조사(弔使)를 보내 왔습니다. 신은 조문 사절을 따라 함께 쓰쿠시 국에 왔습니다. 신은 장례에 참석하고자 먼저 혼자 왔습니다. 그리고 지금 저 나라는 대란(大亂)이 일어나고 있습니다.”

2월 정해 초하루 무자(2일)에 아즈미노 야마베노무라지 히라후와 구사카베노키시(草壁吉士) 이와카네(磐金), 야마도노아야노 후미노아타이(倭漢書直) 아가타(縣)를 백제의 조문 사절이 머무는 곳에 보내어 사정을 물었다. 조문 사절이 대답했다.

“백제국주가 신에게 말하기를, ‘새상(塞上)은 항상 나쁜 짓만 일삼는다. 귀국하는 종자에게 딸려서 돌려보내 달라 청해도, 천조(天朝)는 허락치 않으리라’라고 말하셨습니다.”

백제 조사의 종자들이 말했다.

“지난해 11월에 좌평(佐平) 지적(智積)이 돌아가셨습니다. 또 백제의 사신이 곤륜의 사자를 바다에 처넣었습니다. 금년 정월에, 국주모(國主母)께서 돌아가셨습니다. 또한 제왕자인 교기(翹岐) 및 동모매(同母妹) 여자 네 명과 내좌평(內佐平) 기미(岐味), 마흔 명 정도의 사람이 섬으로 쫓겨났습니다.”

이에 대해, 기록에 실려있는 대로 고교쿠 원년(642년)으로 해석하여, 의자왕이 즉위한 직후에 대규모의 정치적 숙청을 단행하여 동생인 부여교기를 비롯해 교기의 동복 여동생까지 모조리 추방한 사실을 《일본서기》가 수록한 것으로 보는 것이 지배적이다. 게다가 선화공주가 죽자마자 의자왕은 기다렸다는 듯이 동생을 포함한 대대적인 숙청을 단행했고, 이것은 의자왕이 늦은 나이에 태자로 책봉된 이유와 선화공주와의 갈등을 암시한다는 주장도 있다.
하지만 이러한 통설과는 반대로, 같은 책의 같은 해 4월에 앞서 백제에서 바닷섬으로 추방되었다던 왕자 교기가 불과 2~3달 만에 백제의 대사(大使)로서 왜국에 파견되었다고 적고 있어, 두 기록 사이에 다소 부자연스러운 면이 있다는 지적이 있다. 의자왕이 부여교기를 숙청하고자 했다면, 이미 바닷섬으로 추방한 교기를 왜국에 대사의 자격으로 파견할 까닭이 없다는 것이다. 또한 《삼국사기》의자왕 2년(642년) 정월조에는 사신을 보내어 당에 조공하고, 2월에는 주·군을 돌며 죄수를 재심하여 사형죄 말고는 풀어주는 등, 정변이 발생하고 불과 한 달도 되지 않은 만큼 불안한 정국이 아직 가라앉지도 않은 시점에서 수도를 떠나 지방을 순시한다는 것은 어렵다는 견해도 있다.
또한 앞의 기록에서 641년 11월에 사망했다고 전하는 좌평 지적이 사망 이듬해인 642년 7월 왜의 왕궁에서 백제사인(百濟使人)의 자격으로 나타나 왜국 조정의 향응을 받고 있다. 부여에서 발견된 《사택지적비》의 사택지적과 《일본서기》에 나오는 좌평 지적이 동일인물이라면, 《사택지적비》가 세워진 갑인년(654년)까지는 지적, 즉 사택지적이 생존해 있었다는 이야기가 된다. 이러한 근거를 들어《일본서기》의 황극기 원년(642년)에 나오는 정변기사는 실은 654년 말에서 655년 초에 벌어진 일로 해석해야 합리적이다. 실제로 655년은 고토쿠 천황의 죽음과 함께, 앞서 퇴위했던 고교쿠 천황이 사이메이 천황으로 즉위한 원년이기도 한데, 고교쿠 천황과 사이메이 천황은 사실 동일인물이라는 점에서 사서 편찬시 착오가 발생할 소지가 있었고, 실제로는 사이메이 원년에 있었던 일을 고교쿠 원년의 일로 기록하는 실수가 생길 수도 있다. 앞의 기록에서 천황의 상(喪)이라고 한 것도 실은 조메이 천황(고교쿠 천황의 남편이자 고교쿠 천황 선대 천황)이 아니라 고토쿠 천황의 상을 말한 것으로 보아야 한다는 것이다.

### 왜ㆍ고구려ㆍ말갈과 연합하여 신라 공격
642년부터 의자왕은 모든 군사를 총동원하여 신라의 미후성(獼猴城)을 비롯한 40여 성을 빼앗았다. 장군 윤충이 신라의 옛 가야 지역에 두었던 거점인 대야성을 함락시키고 주민 1천여 명을 약탈하여 백제의 서부 지역 고을에 나누어 살도록 했는데, 이때 대야성 성주로서 성이 함락되자 처자와 더불어 스스로 목숨을 끊은 김품석과 그 아내 고타소는 신라의 유력자였던 김춘추(훗날의 태종무열왕)의 사위와 딸이었다. 이후 의자왕은 신라의 대당 교통로였던 당항성을 공격하여 당이 신라에 개입하는 것을 막으려 했지만, 당의 항의를 받고 철수, 당에 대역죄를 반성하는 사죄문을 보냈다.
당시 백제를 공격할 원병을 청하려고 고구려로 향했던 김춘추는 그곳에서 고구려가 신라를 도울 마음이 없다는 것만 확인한 채 돌아와야 했다. 이후 의자왕은 643년에 고구려와 화친하였는데, 이후 고구려와 백제는 말갈을 동원해 강국이었던 신라를 양쪽에서 압박하였다. 신라는 백제에 대한 반격을 단행해 백제의 7성을 공취하는데 성공했지만, 이듬해(645년) 당 태종(재위: 626년~649년)이 고구려를 치고자 신라에서 3만의 원군을 징발한 틈을 노려 의자왕은 다시 7성을 빼앗았다. 647년에는 장군 의직이 지휘하는 3천의 보기(步騎)가 무산성 아래에 주둔하면서 감물성·동잠성을 비롯한 지금의 김천·구미 등지를 기습했으나 크게 패하였다. 649년에는 은상(殿相)이 노병 7천으로 신라의 석토산성을 비롯한 7성을 공격했으나 실패하였다.
한편 648년 겨울, 신라의 김춘추는 당으로 건너가 당 태종의 신임을 얻고, 649년 당 고종이 즉위했을 때 진덕여왕이 치당태평송을 써서 보내는 등 당과의 외교를 긴밀히 하였다. 651년 백제도 조공 사절을 보냈으나, 당이 신라로부터 빼앗은 땅을 반환하라고 하자 652년 이후로는 당과의 교섭을 중단했고, 이후 백제와 당의 외교 관계는 멸망시까지 단절되었다. 대신 왜국과의 관계는 완화되어, 653년에는 왜국과 동맹을 맺게 되었고, 그리고  656년과 657년에는 왜국에 앵무새·낙타·당나귀 등의 희귀품을 선물하였다.
신라에 대한 백제의 공격이 계속되어 655년에는 말갈과 고구려의 도움으로 신라의 북쪽 변경지대를 침략하고, 659년 4월에는 다시 신라의 독산성과 동잠성을 침공하였으나 실패하였다. 신라는 대야성 함락 이후 옛 대가야 지역을 잃어, 방어 거점을 낙동강 동쪽의 압량주(押梁州)로 옮겼다. 그리고 백제군ㆍ고구려군ㆍ말갈군의 살육으로 인명 피해가 심각해지자 신라는 마침내 당에 사신을 보내서 군사를 청할 수밖에 없었다.

### 나·당 연합군의 반격 개시
의자왕의 정치는 655년(의자왕 15년)부터 악화되기 시작했다. 태자궁을 화려하고 사치스럽게 지은 것을 시작으로, 656년 3월에는 궁인과 더불어 밤낮으로 음란스러운 잔치를 매일 열면서, 이를 비판한 좌평 성충을 옥에 가둬버리기까지 한다. 옥사하기 직전 성충은 앞으로 반드시 큰 전쟁이 일어날 것이라며, “육로는 탄현에서, 수로는 기벌포에서” 막으라는 말을 왕에게 올렸지만 의자왕은 거부했다. 오히려 657년에는 서자 41명을 모두 좌평으로 임명하고 식읍을 내리는 만행을 저질렀다. 오늘날 이것은 귀족들이 전국 각지에 소유하고 있던 토지를 왕토 사상의 명분을 들어 몰수해 왕자의 식읍으로 재편함으로써, 귀족 소유의 재산을 왕실 소유로 전환시키고 왕자 중심의 독재 체제를 추구한 것이라는 분석이 있다.
659년부터 백제에는 온갖 괴변이 잇따라 일어났다.
신라는 김춘추의 집권 이후 당의 의관제(衣冠制) 도입과, 연호의 사용 등 적극적인 친당정책을 추진하여 당이 친신라정책(親新羅政策)으로 기울 수 있는 여건을 마련하였다. 이러한 상황에서 655년 백제가 당의 경고를 무시하고 신라를 압박하자 당나라가 백제를 공격하기로 결정한다. 당나라의 준비는 659년 완성된 것으로 여겨지는데, 《삼국사기》백제본기의 기록 및 일본 사신 사카이베노무라지이하시키[坂合部連石布]를 당나라에 억류한 일 등으로 알 수 있다.
마침내 당 태종은 김춘추를 따로 만나 협상을 진행한 끝에 660년(의자왕 20년) 수륙(水陸) 18만 연합군으로 백제를 협공하였다. 당 고종은 조서를 내려 좌무위대장군(左武衛大將軍) 소정방을 신구도행군대총관(神丘道行軍大摠管)으로 삼아 좌효위장군(左驍衛將軍) 유백영·우무위장군(右武衛將軍) 풍사귀(馮士貴)·좌효위장군(左驍衛將軍) 방효공을 거느리고 군사 13만 명을 통솔하여 와서 정복하게 하고, 아울러 신라 태종무열왕을 우이도행군총관(嵎夷道行軍摠管)으로 삼아 신라의 정예군을 거느리고 당나라 군사와 세력을 합하게 하였다. 소정방이 군사를 이끌고 성산(城山)에서 바다를 건너 백제 서쪽의 덕물도(德物島)에 이르렀다. 신라의 태종무열왕은 김유신 대장군을 보내 정예 군사 5만 명을 거느리고 백제 방면으로 나아가게 하였다.

### 방탕과 실정
일반적으로 의자왕에 대한 평가는 망국의 군주로서 연합군의 침공에 제대로 대처하지 못하고 국가를 내주었다는 비평과 “황음무도하여 놀기만 했다”는 혹평이 따른다. 대표적인 것이 나·당 연합군을 막을 수 있는 백강과 탄현에 군사를 배치할 수 있었음에도 내분과 오판으로 인해 멸망에 이르고 말았다는 《삼국사기》의 해석은 오랫동안 백제 멸망에 대한 주요 사관(史觀)으로서 존재하며, 멸망의 주역인 의자왕에 대한 비판에 힘을 실어주었다. 《삼국사기》나 《삼국유사》에는 처음 나·당 연합군의 침공을 맞아 백제 조정에서 어떤 논의가 있었는가에 대해서 기록하고 있다. 이 기록들은 대체로 중국의 《구당서》와 《신당서》를 참조한 것이다.
연합군이 들이닥치자 의자왕은 대신들을 불러모아 작전회의를 열었지만, 대신들은 백제의 지리를 잘 모르는 당병을 먼저 치자는 쪽과 적대감이 더 큰 신라군부터 먼저 치자는 쪽으로 나뉘어 팽팽하게 맞섰다. 이 기록은 나·당 연합군의 침공이라는 국난을 눈앞에 둔 상황에서도 국론이 분열했던 역사를 기록한 것이다. 적이 쳐들어오는 위급한 순간에 전략을 논의하는 과정에서 다양한 의견이 제시되기는 했지만, 내부적으로 싸우는 것은 패배의 원인이 되고 말았다.
의직은 바다를 건너와 지친 상태의 당병을 치자고 주장했는데, 나·당 연합군의 주력인 10만 이상의 당병의 상륙을 막으면 사기를 높이는 효과를 얻을 수 있다. 당과 백제의 병력 차이를 감안하면 당군을 막아내기는 힘들다는 지적이 있지만, 2천 척에 달하는 대군이 연안을 따라 이동해온다면, 해안에 감시 초소를 설치하여 이동 상황을 파악해서 시간을 벌 수 있다. 또한 상륙 과정에서 개펄과 모래밭 등을 지나야 하는 당군은 쇠뇌와 화살 공격에 노출될 수밖에 없다. 하지만 실제로 당병은 백제군의 방어선을 우회하고, 황해(서해)를 횡단하여 기벌포에 상륙했기 때문에 의직의 주장은 한계가 있었다.
반면 상영은 사비성이 버티는 동안 신라 정예군을 차단하여 당군의 보급을 끊자고 주장하였다. 보급이 차단되면 지연 전술을 펼치면 된다. 또한 10만에 달하는 당 정예군과 싸우는 것보다, 상호 전투 경험이 있는 신라 5만 정예군과 싸우는 것이 백제군으로서는 심적으로 부담이 적다고 주장했다.
한편 고마미지현(古馬彌知縣)에서 귀양 중이던 흥수는 성충과 같은 계책을 주장했지만, 흥수를 시기하던 대신들에 의해 채택되지 못했다. 의자왕은 ‘조롱 속의 닭을 죽이고 그물에 걸린 물고기를 잡듯’ 백강과 탄현의 지형을 이용해, 연합군이 통과하기 전에 기습하자고 주장했다. 백강과 탄현에서 전투를 치른다는 점에서는 성충과 흥수의 주장과 유사했다. 그러나 백제의 방어선을 연합군이 우회할 경우, 연합군이 수도 사비성까지 단기간에 진군할 수 있으므로 이들의 전략은 분명한 한계를 지녔다.

### 수도 함락과 빠른 항복
660년 나당연합군의 공격을 알게 된 의자왕은 충상과 계백에게 5천의 병사로 김유신이 이끄는 5만명의 신라 정예군을 막게 했지만, 계백을 포함한 4980명이 사망하는 등 대패하였다. 또한 백강에서 당군의 상륙을 저지하려던 백제군도 완패하여, 의직을 비롯한 정예병 2만명이 전멸하였다. 마침내 8월 22일(음력 7월 11일)에 신라군과 합류한 당군은 백제 수도 사비성을 향해 진군하여, 이튿날 8월 23일(음력 7월 12일) 사비성을 포위했다.
사비성 부근에서도 결전이 벌어졌으나 백제군 1만이 전사하며 참패하고 사비성이 포위되자, 백제는 전쟁을 포기하고 대신 제사에 쓰는 소와 많은 음식들을 연합군 진영에 보내거나, 태자가 직접 소정방을 찾아 철군해줄 것을 요청하는 등의 굴욕 외교까지 시도했으나 모두 실패했다. 결국 의자왕은 태자와 함께 8월 24일(음력 7월 13일)에 웅진성으로 도주했으며, 사비에는 부여태가 남아 왕을 자처하며 투쟁하다가 곧 항복했다. 곧 8월 29일(음력 7월 18일)에 의자왕도 항복했다. 항복식은 9월(음력 8월 2일)에 거행되었다.

### 웅진성 성주의 반역으로 인한 항복 학설
《삼국사기》 태종무열왕 본기는 중앙군의 전멸과 수도가 무너지며 왕족과 의자왕의 측근 최고 지배층들이 포로가 되자 의자왕이 태자와 웅진방령군을 거느리고 스스로 웅진성을 나와 항복했다고 기록하고 있다. 그러나 《예식진묘지명》(禰寔進墓誌銘)에 근거하여 웅진방령 예식(禰植, 예식진)이 의자왕을 배신하고 사로잡아 강제로 항복이 진행되었다는 견해도 있다. 한편, 급진적인 의자왕 정권의 붕괴는 전쟁이 사비도성을 중심으로 한 일부 지역에만 국한된 관계로 지방세력이 온존하여 백제 부흥운동(百濟復興運動)이 일어날 수 있는 배경이 되었다는 견해도 있다.

### 사비성에서 웅진성으로 옮겨진 권력의 중심
의자왕이 너무 굴욕적으로 항복한 것에 대해서는 오늘날 여러 분석이 시도되었는데, 의자왕의 성격상 이미 패배한 전쟁을 지속하는 것은 자신이 감당해야 할 죄가 커진다고 생각했을 것이라는 설이 있다. 당은 이후 부여융을 웅진도독, 신라의 왕을 계림주대도독으로 삼아 동맹을 맺게 하는 의식을 웅진의 취리산에서 강제로 행하였다. 이에 대해 당이 동아시아의 국제 질서를 회복하고자 했던 것이라고 보는 견해도 있다. 당은 옛 백제 지역에 친당정권을 세워서 고구려 정벌을 위한 전초기지로서 활용하고자 했다. 이후 당나라는 의자왕에게 전승 축하연에서 술을 치게 하기도 하고, 군사를 풀어 사비성을 약탈하면서 웅진도독부를 통해 백제 영토를 당의 치하에 두고 직접 지배하려고도 하였다.

### 주색과 폭정의 묘지로 안장
곧 왕자들과 대신 88명을 포함하여 백성 1만 2천 명이 당의 낙양으로 압송되었고, 11월 1일에 낙양의 조당에 포로로서 바쳐져 당 고종 앞에서 문책을 들어야 했다. 측천무후 앞에서 이루어진 이 자리에서 고종은 의자왕과 태자, 백제의 여러 신료들을 꾸짖은 뒤 용서했는데, 이것은 그들의 죄를 사함으로써 당의 신민으로 받아들이는 의례 절차이기도 했다. 의자왕은 그 해에 노망으로 죽었고, 금자광록대부(金紫光錄大夫)·위위경(衛尉卿)의 벼슬을 추증받고, 낙양의 북망산에 손호·진숙보 옆에 묻혔다. 손호는 손권(孫權)의 손자로서 오(吳)의 마지막 왕이고, 진숙보는 남조 진(陳)의 마지막 왕으로, 둘 다 주색과 폭정으로 나라를 잃었다. 당나라가 의자왕을 이들 옆에 묻은 것은 의자왕을 격하하면서 동시에 후세에 경계를 삼으려 했던 것으로 보인다. 당 고종은 그의 장례에 백제에서 끌려온 옛 부하들이 참석하는 것을 허락했다고 전한다.
최근에 증손녀인 부여태비(扶餘太妃) 묘지명이 발견되어, 의자왕의 후손들이 중국에서 백제 유민의 명맥을 이어갔음을 알 수 있다.

### 낙화암과 3천 궁녀
의자왕이 술과 음란에 빠져 국사(國事)를 돌보지 않아 나라가 멸망했다는 점을 비판할 때 낙화암에서 투신한 3천 궁녀가 거론되지만, 지도층의 분열과 학민자(虐民者)의 최후를 역사의 필연성으로 기술했던 《삼국사기》에는 의자왕이 사비성 함락 직전 때는 군대를 보내 싸웠다고 하고 있으며, 낙화암과 삼천궁녀 이야기는 없다.
낙화암에 대해 언급한 최초의 비슷한 기록은 일연이 쓴 《삼국유사》 권1 태종춘추공조인데, “궁녀들이 왕포암(王浦巖)에 올라 물로 뛰어들어 자살하여 타사암(墮死巖)이라는 이름이 붙여졌다.”라고 쓰여 있다. 비록 3천명은 아니지만, 의자왕의 궁녀들이 타사암에서 물에 뛰어든 것은 사실일 가능성이 높다. 이후 낙화암이라는 이름이 나오고, 안정복의 《동사강목》 권2에는 "여러 비빈(諸姬)"이라고 표현하고 있다.
3천 궁녀를 맨 처음 언급한 글은 윤승한이 지은 소설 《김유신》(野談社, 1941년)이고, 최초의 공식 기록은 이홍직이 쓴 《국사대사전》(지문각, 1962년)의 "낙화암" 조항이다.

## 가계
장남은 부여융 아니면 부여효 중 하나로 기록이 상이하며, 부여태를 제외한 나머지 자식들의 순서도 정확히 알 수 없다.
| 장 (璋) | 장 (璋) | 장 (璋) | 장 (璋) | 장 (璋) | 장 (璋) |  |  |  |  |  |  | 의자 (義慈) | 의자 (義慈) | 의자 (義慈) | 의자 (義慈) | 의자 (義慈) | 의자 (義慈) |  |  |  |  |  |  | 융 (隆)     | 융 (隆)     | 융 (隆)     | 융 (隆)     | 융 (隆)     | 융 (隆)     |  |  |  |  |
| 장 (璋) | 장 (璋) | 장 (璋) | 장 (璋) | 장 (璋) | 장 (璋) |  |  |  |  |  |  | 의자 (義慈) | 의자 (義慈) | 의자 (義慈) | 의자 (義慈) | 의자 (義慈) | 의자 (義慈) |  |  |  |  |  |  | 융 (隆)     | 융 (隆)     | 융 (隆)     | 융 (隆)     | 융 (隆)     | 융 (隆)     |  |  |  |  |
|         |         |         |         |         |         |  |  |  |  |  |  |             |             |             |             |             |             |  |  |  |  |  |  |             |             |             |             |             |             |  |  |  |  |
|         |         |         |         |         |         |  |  |  |  |  |  | 은고 (恩古) | 은고 (恩古) | 은고 (恩古) | 은고 (恩古) | 은고 (恩古) | 은고 (恩古) |  |  |  |  |  |  | 태 (泰)     | 태 (泰)     | 태 (泰)     | 태 (泰)     | 태 (泰)     | 태 (泰)     |  |  |  |  |
|         |         |         |         |         |         |  |  |  |  |  |  | 은고 (恩古) | 은고 (恩古) | 은고 (恩古) | 은고 (恩古) | 은고 (恩古) | 은고 (恩古) |  |  |  |  |  |  | 태 (泰)     | 태 (泰)     | 태 (泰)     | 태 (泰)     | 태 (泰)     | 태 (泰)     |  |  |  |  |
|         |         |         |         |         |         |  |  |  |  |  |  |             |             |             |             |             |             |  |  |  |  |  |  |             |             |             |             |             |             |  |  |  |  |
|         |         |         |         |         |         |  |  |  |  |  |  |             |             |             |             |             |             |  |  |  |  |  |  | 효 (孝)     |             |             |             |             |             |  |  |  |  |
|         |         |         |         |         |         |  |  |  |  |  |  |             |             |             |             |             |             |  |  |  |  |  |  |             |             |             |             |             |             |  |  |  |  |
|         |         |         |         |         |         |  |  |  |  |  |  |             |             |             |             |             |             |  |  |  |  |  |  |             |             |             |             |             |             |  |  |  |  |
|         |         |         |         |         |         |  |  |  |  |  |  |             |             |             |             |             |             |  |  |  |  |  |  | 연 (演)     |             |             |             |             |             |  |  |  |  |
|         |         |         |         |         |         |  |  |  |  |  |  |             |             |             |             |             |             |  |  |  |  |  |  |             |             |             |             |             |             |  |  |  |  |
|         |         |         |         |         |         |  |  |  |  |  |  |             |             |             |             |             |             |  |  |  |  |  |  |             |             |             |             |             |             |  |  |  |  |
|         |         |         |         |         |         |  |  |  |  |  |  |             |             |             |             |             |             |  |  |  |  |  |  | 풍 (豊)     |             |             |             |             |             |  |  |  |  |
|         |         |         |         |         |         |  |  |  |  |  |  |             |             |             |             |             |             |  |  |  |  |  |  |             |             |             |             |             |             |  |  |  |  |
|         |         |         |         |         |         |  |  |  |  |  |  |             |             |             |             |             |             |  |  |  |  |  |  |             |             |             |             |             |             |  |  |  |  |
|         |         |         |         |         |         |  |  |  |  |  |  |             |             |             |             |             |             |  |  |  |  |  |  | 용 (勇)     |             |             |             |             |             |  |  |  |  |
|         |         |         |         |         |         |  |  |  |  |  |  |             |             |             |             |             |             |  |  |  |  |  |  |             |             |             |             |             |             |  |  |  |  |
|         |         |         |         |         |         |  |  |  |  |  |  |             |             |             |             |             |             |  |  |  |  |  |  |             |             |             |             |             |             |  |  |  |  |
|         |         |         |         |         |         |  |  |  |  |  |  |             |             |             |             |             |             |  |  |  |  |  |  | 충승 忠勝   |             |             |             |             |             |  |  |  |  |
|         |         |         |         |         |         |  |  |  |  |  |  |             |             |             |             |             |             |  |  |  |  |  |  |             |             |             |             |             |             |  |  |  |  |
|         |         |         |         |         |         |  |  |  |  |  |  |             |             |             |             |             |             |  |  |  |  |  |  |             |             |             |             |             |             |  |  |  |  |
|         |         |         |         |         |         |  |  |  |  |  |  |             |             |             |             |             |             |  |  |  |  |  |  | 충지 (忠志) |             |             |             |             |             |  |  |  |  |
|         |         |         |         |         |         |  |  |  |  |  |  |             |             |             |             |             |             |  |  |  |  |  |  |             |             |             |             |             |             |  |  |  |  |
|         |         |         |         |         |         |  |  |  |  |  |  |             |             |             |             |             |             |  |  |  |  |  |  |             |             |             |             |             |             |  |  |  |  |
|         |         |         |         |         |         |  |  |  |  |  |  |             |             |             |             |             |             |  |  |  |  |  |  | 선광 (善光) |             |             |             |             |             |  |  |  |  |
|         |         |         |         |         |         |  |  |  |  |  |  |             |             |             |             |             |             |  |  |  |  |  |  |             |             |             |             |             |             |  |  |  |  |
|         |         |         |         |         |         |  |  |  |  |  |  |             |             |             |             |             |             |  |  |  |  |  |  |             |             |             |             |             |             |  |  |  |  |
|         |         |         |         |         |         |  |  |  |  |  |  | 새상 (塞上) | 새상 (塞上) | 새상 (塞上) | 새상 (塞上) | 새상 (塞上) | 새상 (塞上) |  |  |  |  |  |  | 교기 (翹岐) | 교기 (翹岐) | 교기 (翹岐) | 교기 (翹岐) | 교기 (翹岐) | 교기 (翹岐) |  |  |  |  |
|         |         |         |         |         |         |  |  |  |  |  |  | 새상 (塞上) | 새상 (塞上) | 새상 (塞上) | 새상 (塞上) | 새상 (塞上) | 새상 (塞上) |  |  |  |  |  |  | 교기 (翹岐) | 교기 (翹岐) | 교기 (翹岐) | 교기 (翹岐) | 교기 (翹岐) | 교기 (翹岐) |  |  |  |  |

## 의자왕이 등장하는 작품

### 드라마
- 《삼국기》(KBS, 1992년~1993년, 배우 : 길용우)
- 《서동요》(SBS, 2005년~2006년, 배우 : 미상
- 《연개소문》(SBS, 2006년~2007년, 배우 : 문회원)
- 《계백》(MBC, 2011년~2011년, 배우 : 조재현, 노영학, 최원홍)
- 《대왕의 꿈》(KBS, 2012년~2013년, 배우 : 이진우)

### 영화
- 《화랑도》, 장일호, 1962년, 배우 : 주선태
- 《황산벌》, 이준익, 2003년, 배우 : 오지명

## 같이 보기
- 신라
  - 선덕여왕 (632년~647년)
  - 진덕여왕 (647년~654년)
  - 태종무열왕 (654년~661년)
- 고구려
  - 영류왕 (618년~642년)
  - 보장왕 (642년~668년)
- 왜
  - 고교쿠 천황(사이메이 천황) (642년~645년),(655년~661년)
  - 고토쿠 천황 (645년~654년)
- 당
  - 태종 (626년~649년)
  - 고종 (649년~683년)
  - 측천무후 (690년~705년)
- 삼국 시대
- 한국의 역사

### 내용주
1. ↑  실제로 고교쿠 원년은 641년에 해당하지만, 《삼국사기》에 따르면, 의자왕의 즉위는 642년에 있었다. 《삼국사기》와 《일본서기》의 기록은 통상 하나의 사건이 일어난 시점을 두고 1~2년 정도의 차이가 나는 경우가 많으며, 이 경우에는 《일본서기》의 기록을 《삼국사기》의 기년에 맞추어 수정한다.
2. ↑  실제 사이메이 천황의 원년 기사를 보면, 정월 갑술의 즉위 기록에서부터 4월 말까지의 기록이 비어 있다. 사이메이 원년인 655년 1월 14일의 간지는 을유로서 기록과 일치한다. 다만 2월 무자일의 간지는 655년 2월중의 달력에서 확인하기 어렵다.
3. ↑  이 경우 《사택지적비》가 654년 정월에 세워진 것과 《일본서기》황극기에서 교기 등이 사신으로서 왜국을 방문하고 있는 것과 모순되지 않고 이어진다. 새상의 환국을 요구한 것에 대해서도 앞서의 정변에 관련해 그의 귀국을 요구한 것이며, 왜국 조정이 송환을 막고 있는 상황이므로 고교쿠 원년이 아닌 사이메이 원년으로 기록을 옮길 때 전후 내용이 매끄럽게 이어지게 된다.
4. ↑  다만 이러한 고구려와 백제의 신라에 대한 양동 공격을 두 나라 사이의 동맹으로 볼 수 있을지에 대해서는 의문이 있다.
5. ↑  당시의 항해는 주로, 바다를 가로지르는 원양항해가 아니라, 해안을 따라 이동하는 연안항해였다. 그러나 당나라 군대는 황해를 가로지는 원양항해의 방법으로 기벌포에 상륙했다.
6. ↑  금자광록대부는 종1품으로 최고직이며, 위위경은 위위시의 수장, 위위시는 황제의 행차 때 쓰는 모든 물품을 관리하는 곳으로 대략 정3품 정도이다.

### 참조주
1. 1 2 3 4 5 6 7 8   노중국·정재윤. 〈의자왕(義慈王)〉. 《한국민족문화대백과사전》. 2020년 6월 17일에 확인함.
2. ↑  김용만 (2007년 10월 30일). “［해양 강국 백제를 찾아서］ 의자왕, 뛰어난 전략으로 신라와의 경쟁에서 앞서”. 소년한국일보. 2007년 11월 2일에 원본 문서 (HTML)에서 보존된 문서. 2008년 11월 24일에 확인함.
3. ↑  종이비행기 편집부 (2011). 《너희들은 무엇을 외칠래》. 롯데백화점. 106~107쪽. ISBN 9788996235019.
4. 1 2 3  〈卷第廿四　皇極天皇〉. 《일본서기》. 720.
5. ↑  이덕일 (2003). 《이덕일의 여인열전》. 김영사. 193쪽. ISBN 8934912375.
6. ↑  양종국, 〈웅진,사비 백제와 충남〉, 《충청남도지 4》 180쪽.
7. ↑  밭이 된 의자왕의 묘… 한민족 비운의 古代史 묻힌 땅, 낙양(洛陽) 조선일보 2010년 10월 29일
8. ↑  《구당서》199권上 열전 제149上 백제.
9. 1 2  신복룡 (2001년 12월 20일). 《한국사 새로 보기》 초 2쇄판. 도서출판 풀빛. 52~60쪽. ISBN 89-7474-870-3.

## 참고 문헌
- 김부식 (1145년), 《삼국사기》 〈권28 백제본기 제육(百濟本紀第六) 의자왕〉

- 《글로벌 세계대백과사전》,  〈신라의 삼국통일〉